# Esma Alla
Esma Alla est une cantatrice algérienne de chaâbi algérien.
Elle apprend le chant au sein de l'association "El Andaloussia" de Sidi Bel Abbès qu'elle rejoint en 1995 et au sein de laquelle elle étudie quatre ans avant de rejoindre l'association de musique andalouse "El Inchirah" d'Alger, parmi les plus prestigieuse du monde.
Elle joue de plusieurs instruments emblématiques de la culture algérienne et arabo-andalouse : la mandoline algérienne, le violon et la guitare.
En plus du chaâbi algérien, elle maîtrise plusieurs genres musicaux : le Sanaâ, Hawzi, Aroubi, et Melhoun.